# Sant Ponç d'Alinyà
Sant Ponç d'Alinyà és una obra del municipi de Fígols i Alinyà (Alt Urgell) protegida com a bé cultural d'interès local.

## Descripció
L'ermita de Sant Ponç d'Alinyà és un edifici totalment exempt que està situat en un punt prominent a la població d'Alinyà. Es troba emplaçat just a la base del penyal on s'alçava l'antic castell d'Alinyà, del qual encara són perceptibles les restes.
Sant Ponç és un petit temple d'una sola nau, capçalera plana (orientada a llevant) i coberta per dos trams de volta de llunetes separades per un arc faixó. El contacte entre els trams de volta i els murs de tancament de l'edifici també es resol amb dos arcs faixons, un situat a cada extrem de la nau. Aquests arcs arrenquen de dues mènsules situades justa a sota de l'arrencada de les voltes. Els paraments interns del temple presenten un revestiment de morter de calç i una capa de pintura blanca als murs laterals, marró als arcs faixons i ocre clar a la volta.
La porta d'accés al temple es troba al mur de ponent. Es tracta d'una obertura en arc de mig punt centrada a la façana, flanquejada per dues finestres rectangulars i coronada per un òcul circular. Els batents de la porta de l'ermita són de fusta i presenten gravats de figuracions geomètriques, alguns dels quals són força elaborats. El cos de l'ermita és cobert per una teulada a doble vessant, coronada per un campanar d'espadanya simple, d'un sol ull, a sobre de la façana occidental. Els paraments externs de la capella són força irregulars, a base de pedra calcària sense desbastar i les cantonades de carreus de pedra fosca.
La façana occidental de l'ermita és precedida per un pòrtic, amb una coberta de fusta a doble vessant amb teula. És adossat a la façana occidental i l'estructura són dos murs laterals i un mur de tancament a ponent en el qual s'obre una porta centrada a la façana coronada per un arc rebaixat. Té menor alçada que la capella, així que es veuen dos volums ben diferenciats. El parament diferent a la capella posa en evidència que aquest element fou construït en un moment posterior a la resta del temple.
Les característiques constructives tant estructurals com de tractament del parament de pedra irregular -sense fer filades- fan pensar que es tracta d'un immoble d'època barroca.
Pel que fa als objectes de l'interior del temple destaca la presència de gran quantitat d'exvots, figures de cera de parts del cos humà. Hi ha també una bacina petitòria amb una talla de fusta de cant Ponç vestit de bisbe que podria ser del segle xviii. Al mur de llevant trobem un fragment de tapis en el qual hi ha tres personatges: al centre sant Ponç i a banda i banda dos màrtirs, podria ser del segle xvii.

## Història
L'esment més antic que es coneix de l'ermita de sant Ponç és de la visita parroquial dels enviats pel bisbe d'Urgell el 1758.
A mitjan segle xix Pascual Madoz fa referència a l'ermita de sant Ponç i indica la relació d'aquesta amb l'antic castell d'Alinyà.
La vinculació física de l'ermita amb l'antic castell és evident. Eren dos immobles molt propers. Però no hi ha documentació de la possible relació d'aquests elements. Actualment l'ermita és un indret de devoció popular. Hi ha un aplec cada segon diumenge de maig.